# Стивън Джерард
Стивън Джордж Джерард ОБИ (на английски: Steven George Gerrard), роден на 30 май 1980 г. в Уистън, Англия, е бивш професионален английски футболист, полузащитник. Той е бивш капитан на футболен клуб Ливърпул и на националния отбор на Англия. През по-голямата част от кариерата си играе като централен полузащитник, но нерядко е използван и като втори нападател. Като характер Джерард е известен със своята лоянолст към клуба. На терена изпъква изключителната му креативност и страховитите удари от далечна дистанция. Головете му често се оказват както важни, така и зрелищни. Най-запомнящите му мачове и голове вероятно са на финала на Шампионската лига през 2005 година и по време на финала на купата на Англия година по-късно. Зинедин Зидан смята, че Джерард е един от най-добрите футболисти в световния футбол.
След като минава през юношеските рангове на отбора, Джерард дебютира за Ливърпул през 1998 година, а две години по-късно вече е редовен титуляр. През 2003 година, на едва 23-годишна възраст, наследява капитанската лента от Сами Хюупия. През кариетата си е два пъти медалист в турнара за купата на Англия, два пъти в турнира за купата на лигата, веднъж за купата на УЕФА, веднъж за Шампионската лига и др. През 2005 година е трети в конкурса за златната топка, присъждан за най-добър футболист на Европа.
Джерард е женен за модела и журналист за модно списание Алекс Кърън. Двойката е встъпила в брак на 16 юни 2007 година и има три дъщери: Лили-Ела (родена на 23 февруари 2004), Лекси (родена на 9 май 2006 година) и Лурдес (родена на 2 ноември 2011 година). Джерард има по-голям брат, а братовчедът му Антъни е играч на Кардиф.
Автобиографията му завършва с думите „Аз играя за Йон-Пол“, който е братовчед на Джерард, загинал на десет годишна възраст през 1989 година в трагедията Хилзбъро. „Бе много трудно да знам, че един от братовчедите ми е загубил живота си“, сподели Джерард. „Реакцията на семейството му ме мотивира още повече да се превърна в играча който съм днес.“
На 1 октомври 2007 година, Джерард е замесен в лек автомобилен инцидент в Саутпорт, където докато Джерард шофира неочаквано на пътя му излиза велосипедист. Колата го блъска леко, потърпевшия се оказва десет годишно дете. То е прието в болница, а Джерард го посещава и му подарява обувки подписани от любимия му футболист Уейн Рууни, след което остава в отделението и раздава автографи и на други деца.
През декември 2007 година, Джерард получава Орден на Британската империя за заслуги към спорта. Орденът му е връчен лично от кралицата.
На 29 декември 2008 година Джерард е арестуван до бар в Саутпорт. Той и още двама души са заподозряни в нападение над човек в бара. Обвинени са в нанесена телесна повреда (счупен зъб и рана на челото) над бармана, както и нарушаване на обществения ред. Тримата мъже са пуснати под гаранция, като се явяват в съда на 23 януари 2009, пледирайки че са невинни. Делото е отложено за 20 март, когато е решено обвиненията за нападение да бъдат снети. Въпреки това Джерард е повикан за още едно дело, свързано с обвиненията по нарушение на обществения ред. На 24 юли Джерард е признат за невинен, а играчът заявява, че иска да остава тези проблеми в миналото и да се концентрира изцяло върху играта си.
През 2016 г. Джерард приключва своята активна футболна кариера.

## Статистика

### Клубна статистика
| Отбор             | Сезон             | Първенство | Първенство | Купа   | Купа   | Купа на Лигата | Купа на Лигата | Континентални турнири1 | Континентални турнири1 | Общо   | Общо   |
| Отбор             | Сезон             | Мачове     | Голове     | Мачове | Голове | Мачове         | Голове         | Мачове                 | Голове                 | Мачове | Голове |
| ----------------- | ----------------- | ---------- | ---------- | ------ | ------ | -------------- | -------------- | ---------------------- | ---------------------- | ------ | ------ |
| Ливърпул          | 1998/99           | 12         | 0          | 0      | 0      | 0              | 0              | 1                      | 0                      | 13     | 0      |
| Ливърпул          | 1999 – 00         | 29         | 1          | 2      | 0      | 0              | 0              | 0                      | 0                      | 31     | 1      |
| Ливърпул          | 2000 – 01         | 33         | 7          | 4      | 1      | 4              | 0              | 9                      | 2                      | 50     | 10     |
| Ливърпул          | 2001/02           | 28         | 3          | 2      | 0      | 0              | 0              | 15                     | 1                      | 45     | 4      |
| Ливърпул          | 2002/03           | 34         | 5          | 2      | 0      | 6              | 2              | 11                     | 0                      | 541    | 7      |
| Ливърпул          | 2003/04           | 34         | 4          | 3      | 0      | 2              | 0              | 8                      | 2                      | 47     | 6      |
| Ливърпул          | 2004/05           | 30         | 7          | 0      | 0      | 3              | 2              | 10                     | 4                      | 43     | 13     |
| Ливърпул          | 2005/06           | 32         | 10         | 6      | 4      | 1              | 1              | 12                     | 7                      | 532    | 232    |
| Ливърпул          | 2006/07           | 36         | 7          | 1      | 0      | 1              | 1              | 12                     | 3                      | 511    | 11     |
| Ливърпул          | 2007/08           | 34         | 11         | 3      | 3      | 2              | 1              | 13                     | 6                      | 52     | 21     |
| Ливърпул          | 2008/09           | 31         | 16         | 3      | 1      | 0              | 0              | 10                     | 7                      | 44     | 24     |
| Ливърпул          | 2009/10           | 33         | 9          | 2      | 1      | 1              | 0              | 13                     | 2                      | 49     | 12     |
| Ливърпул          | 2010/11           | 21         | 4          | 1      | 0      | 0              | 0              | 2                      | 4                      | 24     | 8      |
| Ливърпул          | 2011/12           | 18         | 5          | 6      | 2      | 4              | 2              | 0                      | 0                      | 28     | 9      |
| Ливърпул          | 2012/13           | 36         | 9          | 1      | 0      | 1              | 0              | 8                      | 1                      | 46     | 10     |
| Ливърпул          | 2013/14           | 34         | 13         | 3      | 1      | 2              | 0              | 0                      | 0                      | 39     | 14     |
| Ливърпул          | 2014/15           | 29         | 9          | 3      | 2      | 3              | 0              | 6                      | 2                      | 37     | 13     |
| Ливърпул          | Общо              | 504        | 120        | 42     | 15     | 30             | 9              | 129                    | 41                     | 710    | 186    |
| ЛА Галакси        | 2015              | 13         | 2          | 1      | 0      | 0              | 0              | 0                      | 0                      | 154    | 2      |
| ЛА Галакси        | 2016              | 21         | 3          | 0      | 0      | 0              | 0              | 2                      | 0                      | 234    | 3      |
| ЛА Галакси        | Общо              | 34         | 5          | 1      | 0      | 0              | 0              | 2                      | 0                      | 38     | 5      |
| Общо за кариерата | Общо за кариерата | 538        | 125        | 43     | 15     | 30             | 9              | 129                    | 41                     | 748    | 191    |

1Континенталните турнири включват Шампионска лига на УЕФА, Купа на УЕФА, Лига Европа, Шампионска лига на КОНКАКАФ
2Включва участие в мача за Къмюнити Шийлд
3Включва 2 мача и 1 гол в Световното клубно първенство на ФИФА
4Включва участие в плейофен мач в MLS

### Национален отбор
| Англия | Англия | Англия |
| Година | Мачове | Голове |
| ------ | ------ | ------ |
| 2000   | 2      | 0      |
| 2001   | 6      | 1      |
| 2002   | 5      | 1      |
| 2003   | 8      | 1      |
| 2004   | 10     | 2      |
| 2005   | 8      | 1      |
| 2006   | 13     | 4      |
| 2007   | 11     | 2      |
| 2008   | 7      | 2      |
| 2009   | 7      | 2      |
| 2010   | 12     | 3      |
| 2011   | 0      | 0      |
| 2012   | 11     | 0      |
| 2013   | 8      | 2      |
| 2014   | 6      | 0      |
| Общо   | 114    | 21     |

### Голове за националния отбор
| #  | Дата             | Стадион                                 | Съперник            | Гол за | Резултат | Турнир                             |
| -- | ---------------- | --------------------------------------- | ------------------- | ------ | -------- | ---------------------------------- |
| 1  | 1 септември 2001 | Олимпийски стадион (Мюнхен), Германия   | Германия            | 2 – 1  | 5 – 1    | клалификация за световно първ.     |
| 2  | 16 октомври 2002 | Стадион Св. Мери, Англия                | Северна Македония   | 2 – 2  | 2 – 2    | клалификация за Евро 2004          |
| 3  | 3 юни 2003       | Уолкърс Стейдиъм, Англия                | Сърбия и Черна гора | 1 – 0  | 2 – 1    | Приятелска среща                   |
| 4  | 17 юни 2004      | Ещадио Сидаде де Коимбра, Португалия    | Швейцария           | 3 – 0  | 3 – 0    | Евро 2004                          |
| 5  | 4 септември 2004 | Стадион Ернст Хапел, Австрия            | Австрия             | 2 – 0  | 2 – 2    | клалификация за свет. първенство   |
| 6  | 30 март 2005     | Сейнт Джеймсис Парк, Англия             | Азербайджан         | 1 – 0  | 2 – 0    | клалификация за свет. първенство   |
| 7  | 30 май 2006      | Олд Трафорд, Англия                     | Унгария             | 1 – 0  | 3 – 1    | Приятелска среща                   |
| 8  | 15 юни 2006      | Франкенстадион, Германия                | Тринидад и Тобаго   | 2 – 0  | 2 – 0    | Световно първенство по футбол 2006 |
| 9  | 20 юни 2006      | Стадион Рейн Енерги, Германия           | Швеция              | 2 – 1  | 2 – 2    | Световно първенство по футбол 2006 |
| 10 | 2 септември 2006 | Олд Трафорд, Англия                     | Андора              | 2 – 0  | 5 – 0    | клалификация за Евро 2008          |
| 11 | 28 март 2007     | Олимпийски стадион в Барселона, Испания | Андора              | 1 – 0  | 3 – 0    | клалификация за Евро 2008          |
| 12 | 28 март 2007     | Олимпийски стадион в Барселона, Испания | Андора              | 2 – 0  | 3 – 0    | клалификация за Евро 2008          |
| 13 | 28 май 2008      | Стадион Уембли, Англия                  | САЩ                 | 2 – 0  | 2 – 0    | Приятелска среща                   |
| 14 | 15 октомври 2008 | Стадион Динамо, Беларус                 | Беларус             | 1 – 0  | 3 – 1    | клалификация за свет. първенство   |
| 15 | 9 септември 2009 | Стадион Уембли, Англия                  | Хърватия            | 2 – 0  | 5 – 1    | клалификация за свет. първенство   |
| 16 | 9 септември 2009 | Стадион Уембли, Англия                  | Хърватия            | 4 – 0  | 5 – 1    | клалификация за свет. първенство   |
| 17 | 12 юни 2010      | Стадион Роял Бафокенг, Южна Африка      | САЩ                 | 1 – 0  | 1 – 1    | Световно първенство по футбол 2010 |
| 18 | 11 август 2010   | Стадион Уембли, Англия                  | Унгария             | 1 – 1  | 2 – 1    | Приятелска среща                   |
| 19 | 11 август 2010   | Стадион Уембли, Англия                  | Унгария             | 2 – 1  | 2 – 1    | Приятелска среща                   |
| 20 | 6 септември 2013 | Стадион Уембли, Англия                  | Молдова             | 1 – 0  | 4 – 0    | клалификация за свет. първенство   |
| 21 | 15 октомври 2013 | Стадион Уембли, Англия                  | Полша               | 2 – 0  | 2 – 0    | клалификация за свет. първенство   |

## Титли

### Ливърпул

#### Победител
- Купа на Англия: 2001, 2006,
- Купа на лигата на Англия: 2001, 2003, 2012
- Къмюнити Шийлд: 2006
- Шампионската лига: 2005
- Купа на УЕФА: 2001
- Суперкупата на Европа: 2001, 2005

#### Втори
- Английска висша лига: 2001 – 02, 2008 – 09, 2013 – 14
- Купа на лигата на Англия: 2005
- Къмюнити Шийлд: 2002
- Шампионската лига: 2007
- Световното клубно първенство на ФИФА: 2005

### Индивидуални
- FWA Футболист на годината: 2009
- PFA Играч на годината: 2006
- PFA Млад играч на годината: 2001
- PFA Играч на годината според феновете: 2001, 2009
- Отбор на Английската висша лига: 2001, 2004, 2005, 2006, 2007, 2008, 2009
- Играч на месеца в Английската висша лига: март 2001, март 2003, декември 2004, април 2006, март 2009
- Голмайстор на Ливърпул: 2004 – 05, 2005 – 06, 2008 – 09
- Европейски футболист на годината: 2005
- Най-добър играч на финал за Шампионската лига: 2005
- Отбор на годината според УЕФА: 2005, 2006, 2007
- Част от отбора на света: 2007, 2008, 2009[11]
- Най-добър играч във финал за купата на Англия: 2006
- Гол на сезона: 2006
- Английски играч на годината:2007, 2013

## Награди
Джерард няколко пъти е номиниран за нагридите Златна топка и играч номер едно в света според ФИФА:

### Златната топка
- Златна топка за 2001 година – 25 място
- Златна топка за 2005 година – 3 място
- Златна топка за 2006 година – сред първите 50
- Златна топка за 2007 година – 13 място
- Златна топка за 2008 година – 10 място
- Златна топка за 2009 година – 10 място[12]

### Играч номер 1 в света според ФИФА
- 2001 година – 28 място
- 2005 година – 7 място
- 2006 година – 12 място
- 2007 година – 6 място
- 2008 година – 6 място
- 2009 година – 8 място[13]

### Други
- Орден на Британската империя: 2007
- Почетен член на униветситета Джон Муурс в Ливъпул: 2008
- Награда на БиБиСи за спортист на годината: 3-то място през 2005